# Ашямпла
Ашя́мпла або Ешя́мпле (кат. Eixample — «продовження», іспанський переклад — ісп. Ensanche — для позначення назви району не вживається, іноді можна зустріти написання Еша́мпле або Ейша́мпле) — район Барселони між Старим містом (кат. Ciutat Vella) та кількома районами каталонської столиці, які колись були невеликими містечками, що оточували Барселону — Сантс, Ґрасія, Сант-Андреу (зараз усі ці містечка є районами Барселони). 
Передання назви району українською як «Ашямпла», а не «Ешямпле» точніше відображає вимову барселонців.[джерело?]
Район Ашямпла побудовано у XIX та на початку 20 століття, особливо цікавими є будівлі у стилі модерн, наприклад ті, які побудував Антоні Ґауді. У районі Ашямпла цей видатний архітектор спроектував та побудував такі споруди: будинок Міла, будинок Бальо (обидва на проїзді Ґрасія) та Храм Святого Сімейства. Населення району у 2005 становило 262 485 осіб.

## Архітектура і дизайн району
Район Ашямпла характеризується довгими прямими вулицями, які перетинаються під прямими кутами, та кількома широкими проспектами, які перетинають весь район за диагоналлю. Дизайн району було розроблено Ільдефонсом Серда (кат. Ildefons Cerdà), який вважав таке розташування вулиць оптимальним для руху транспорту та вентиляції житлової зони. Його початковий план був дещо модифікований — було додано також ринки, школи, лікарні тощо. 
Виділяється будинок Таррадас (кат. Casa Terrades), краще відомий під назвою будинок Лас-Пуншас (кат. Casa de les Punxes), зпроектований у 1903-1905 р.р. архітектором Жузепом Пучем-і-Кадафалком (кат. Josep Puig i Cadafalch) — він розташований на перетині проспекту Діагунал та Русельйонської вулиці (вул. Русальо). Цей будинок створювався у стилі північної готики, до якої були додані іспанські та каталонські архітектурні елементи.
Також виділяється цілий квартал, який називається І́ля-да-ла-Діско́рдія (кат. Illa de la Discòrdia — «острівець розбрату», від ісп. Manzana de la Discordia — яблуко розбрату, гра слів — слово manzana можна перекласти як «яблуко» або «міський квартал»). У цьому кварталі знаходяться будинок Бальо Антоні Ґауді, будинок Ляо Мурера Люїса Думенака-і-Мунтане та будинок Амальє Жузепа Пуча-і-Кадафалка.

## Адміністративний поділ району Ашямпла
Район часто ділиться для практичних цілей надвоє: Ліва Ашямпла (кат. Esquerra de l'Eixample) та Права Ашямпла (кат. Dreta de l'Eixample) (ліва і права сторони району, відповідно). Традиційно і офіційно район ділиться на п'ять кварталів (кат. barri): Ліва Ашямпла, Права Ашямпла, Сант-Антоні (кат. Sant Antoni), Храм Св. Сімейства (кат. Sagrada Família) та Фор-Піенк або Фор-Піус (кат. Fort Pienc, Fort Pius). Фор-Піенк відомий тим, що зараз там оселилася численна китайська діаспора, яка відкрила багато китайських магазинів та інших закладів.
У районі є і заможні квартали (навколо проїзду Грасія, вул. Рамбла-да-Каталунья, проспекту Ґауді та Храму Св. Сімейства), і бідні. На Ашямплі проживає багато іммігрантів.

## Головні магістралі
Найбільшими вулицями району є проїзд Ґрасія (кат. Passeig de Gràcia), який сполучає площу Каталонії (кат. Plaça Catalunya) з районом Ґрасія, що колись був окремим містечком, проспект Діагунал (кат. Avinguda Diagonal, Діагональний проспект), Великий шлях Каталонського парламенту (кат. Gran Via de les Corts Catalanes, шлях Ґран-біа-да-лас-Корс-каталанас), вул. Араго (кат. Carrer d'Aragó, Арагонська вулиця), вул. Балмас (кат. Carrer de Balmes) та проїзд Св. Івана (кат. Passeig de Sant Joan, пасеч да Сан-Жуан). 

## Фото

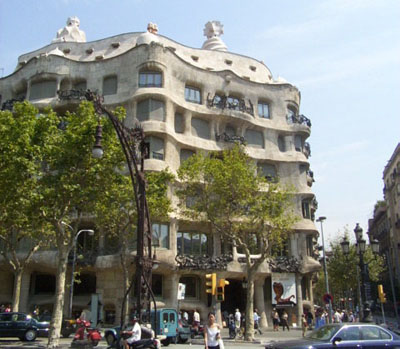
Будинок Міла
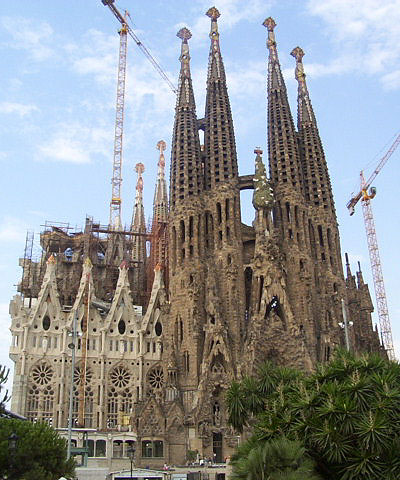
Храм Святого Сімейства
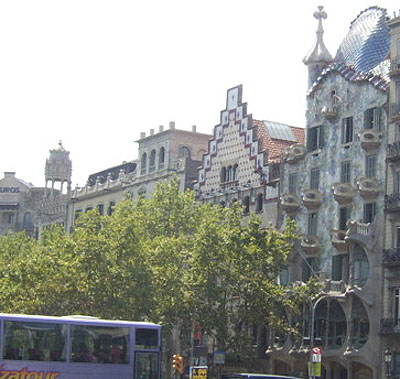
«Острівець розбрату»: будинок Ляо Мурера, будинок Амальє та будинок Бальо